# Leshara
Leshara és una població dels Estats Units a l'estat de Nebraska. Segons el cens del 2000 tenia 111 habitants.

## Demografia
Segons el cens del 2000, Leshara tenia 111 habitants, 50 habitatges, i 27 famílies. La densitat de població era de 612,2 habitants per km².
Dels 50 habitatges en un 16% hi vivien nens de menys de 18 anys, en un 50% hi vivien parelles casades, en un 0% dones solteres, i en un 46% no eren unitats familiars. En el 36% dels habitatges hi vivien persones soles el 16% de les quals corresponia a persones de 65 anys o més que vivien soles. El nombre mitjà de persones vivint en cada habitatge era de 2,22 i el nombre mitjà de persones que vivien en cada família era de 3,04.
Per edats la població es repartia de la següent manera: un 17,1% tenia menys de 18 anys, un 10,8% entre 18 i 24, un 30,6% entre 25 i 44, un 26,1% de 45 a 60 i un 15,3% 65 anys o més.
L'edat mediana era de 40 anys. Per cada 100 dones de 18 o més anys hi havia 100 homes.
La renda mediana per habitatge era de 31.750 $ i la renda mediana per família de 55.625 $. Els homes tenien una renda mediana de 31.250 $ mentre que les dones 21.250 $. La renda per capita de la població era de 16.746 $. Aproximadament el 6,5% de les famílies i el 8,5% de la població estaven per davall del llindar de pobresa.

## Poblacions més properes
El següent diagrama mostra les poblacions més properes.